# Diamonds in the Rough
Diamonds in the Rough es un videojuego de aventuras 3D point-and-click para Microsoft Windows hecho por el desarrollador independiente griego Alkis Polyrakis y distribuido por el difunto Atropos Studios.

## Jugabilidad
Diamonds in the Rough es un juego de aventuras 3D que se juega desde una perspectiva en tercera persona. El juego utiliza una interfaz point-and-click que fue popularizada por los juegos de aventura gráfica de Sierra, la cual le exige a los jugadores hacer clic derecho para elegir de una lista de acciones disponibles y luego clic izquierdo para realizar las interacciones deseadas del protagonista Jason Hart con el entorno. Los puzles en el juego involucran en gran parte al inventario, esperando que el jugador recolecte ítems que podrán ser combinados con otros, usados en el entorno, o entregados a personajes no jugables. Utilizando esta función, el juego a menudo requerirá que ciertas interacciones hayan sido realizadas antes de que la historia pueda progresar.
Una característica notable explorada en Diamonds in the Rough es el panel de «pensamientos», un inventario secundario presentado como un tablero de noticias que representa los pensamientos internos de Jason. Estos pensamientos representados por notas pegadas al tablero pueden ser tratadas como ítems en el inventario, ya que los jugadores podrán usarlas en otros objetos, personas, e incluso otros pensamientos del tablero para desbloquear nuevas ideas, opciones de diálogos, o también resolver puzles y problemas.

## Trama
En Diamonds in the Rough, los jugadores toman el control de Jason Hart, un joven de 20 años que abandonó la secundaria y trabaja en una oficina. Un día se le acerca un hombre misterioso que afirma representar a una organización misteriosa llamada «Diamonds in the Rough» que se dedica a reclutar personas a las cuales ellos consideren que poseen habilidades extraordinarias como telepatía o telequinesis. Jason es elegido por su aparente habilidad de nunca poder elegir mal cuando se le presentan múltiples opciones. Decide firmar un contrato por cinco años con la organización y es ubicado en un pueblo en el medio oeste, junto a otras personas «superdotadas», para participar en un estudio aparentemente inofensivo. Sin embargo, Jason pronto comienza a dudar de los motivos de sus empleadores, y se embarca en una búsqueda para descubrir el verdadero propósito de la organización.

## Desarrollo
Diamonds in the Rough fue el segundo juego desarrollado por Alkis Polyrakis después de Other Worlds, un juego de aventuras que Polyrakis lanzó de forma gratuita en 2004. El desarrollo de Diamonds in the Rough tomó aproximadamente dos años y medio, donde el propio Polyrakis escribió la historia y se encargó de la programación, Jura Kalinkin se encargó de los gráficos, y Nikolas Sideris se hizo cargo de la música y los efectos e ingeniería de sonido. El proyecto fue financiado por el mismo Polyrakis.
Sin embargo, Diamonds in the Rough fue el último juego en ser desarrollado por Polyrakis y Atropos Studios, ya que, a pesar de las reseñas favorables y las ventas adecuadas, el juego no pudo atraer inversores, llevando al cierre de Atropos.

## Recepción
Diamonds in the Rough recibió reseñas «generalmente favorables» tanto de los críticos como los gamers.
Alexander Tait de Just Adventure le dio al juego una A, diciendo que Diamonds in the Rough es «posiblemente el juego de aventuras más importante que haya encontrado». Gustavo Calvo-Simmons de Adventure Classic Gaming le dio al juego 4 de 5 estrellas, diciendo que «Diamonds in the Rough ha llevado al desarrollo de juegos de aventuras independientes a un nuevo nivel de estándares - el cual otros desarrolladores independientes seguramente emularán en los próximos años». Four Fat Chicks le dio al juego una reseña favorable, elogiándolo como «uno de los juegos de aventuras más finos de los últimos años, y claramente la mejor aventura desarrollada independientemente que jamás haya tenido el placer de jugar».
Por otro lado, Adventure Gamers le dio al juego 3,5 estrellas de 5, afirmando que el juego «se basa en una premisa interesante, pero su implementación generalmente aburrida evita que alcance su potencial. A los fanes de los juegos indie les resultará llamativo, pero los demás querrán pensarlo dos veces». Sin embargo, los lectores de la revista votaron a Diamonds in the Rough como la mejor aventura independiente de 2008.